# 阿梅里峰
70°36′S 67°25′E / 70.600°S 67.417°E
阿梅里峰（英語：Amery Peaks）是南極洲的山峰，位於麥克羅伯特森地，毗鄰阿梅里冰川，屬於查爾斯王子山脈中阿拉米斯山脈的一部分，該山峰由澳大利亞的探險隊發現。